# Lac Roberge (Lac-Masketsi)
Pour l’article homonyme, voir Roberge.
Le Lac Roberge est situé dans le territoire non-organisé du Lac-Masketsi, dans la MRC de Mékinac, en Mauricie, au Québec, Canada. Sa superficie chevauche les cantons Hackett et Marmier.
Ce lac dont la surface est habituellement gelé de novembre à avril est situé entièrement en territoire forestier.

## Géographie
La longueur du lac Roberge est de 2,25 km (dans l'axe nord-sud) et sa largeur maximale est de 1,25 km. Une bande de terre (dans l'axe nord-sud) dont la largeur varie entre 0,7 km et 1,6 km, comportant des montagnes, sépare le lac Roberge et le lac Masketsi lequel est situé à l'ouest du premier. L'embouchure du lac Roberge est située au milieu de la rive ouest. La décharge du lac Roberge coule vers l'ouest sur 1,1 km jusqu'au lac Masketsi, en coupant le chemin Tawachiche et le chemin de fer du Canadien National. La décharge passe près de l'ancienne gare Gouin.
Trois petits lacs du canton Hackett dont le lac Faber et le lac Narcisse, se déversent dans une baie de la partie nord du lac Roberge. Au nord de ces lacs, l'on rencontre la ligne de séparation des eaux entre les bassins versants de la rivière Saint-Maurice (via le "lac à l'Ours") et la rivière aux Eaux-Mortes et de la rivière Batiscan.
Le chemin Tawachiche Ouest longe toute la rive Ouest du Lac Roberge.

## Toponymie
Le toponyme « Lac Roberge » a été inscrit officiellement le 5 décembre 1968 à la Banque des noms de lieux de la Commission de toponymie du Québec.